# Mickaël Marsiglia
 (La Ciotat, 25 dicembre 1975) è un ex calciatore francese, di ruolo centrocampista.